# Thể dục dụng cụ tại Đại hội Thể thao Đông Nam Á 2017
Môn Thể dục dụng cụ thi đấu tại Đại hội Thể thao Đông Nam Á 2017 ở Kuala Lumpur diễn ra tại Trung tâm hội nghị và triển lãm MATRADE ở Segambut.
Đại hội năm 2017 gồm 20 nội dung (nam 7 nội dung và nữ 13 nội dung).

## Các nội dung
Các sự kiện sau đây sẽ được thi đấu:
- Nghệ thuật
  - Đồng đội toàn năng
  - Cầu thăng bằng (nội dung dành cho nữ)
  - Tự do
  - Xà đơn (nội dung dành cho nam)
  - Xà kép (nội dung dành cho nam)
  - Ngựa tay quay (nội dung dành cho nam)
  - Vòng treo (nội dung dành cho nam)
  - Xà lệch (nội dung dành cho nữ)
  - Nhảy chống
- Nhịp điệu (các nội dung dành cho nữ)
  - Nhóm toàn năng
  - Cá nhân toàn năng
  - Dụng cụ đơn
  - Dụng cụ kết hợp
  - Bóng
  - Gậy
  - Vòng
  - Lụa

## Tham dự

### Các quốc gia tham dự
- Brunei
- Campuchia
- Indonesia
- Lào
- Malaysia
- Myanmar
- Philippines
- Singapore
- Thái Lan
- Đông Timor
- Việt Nam

## Tóm tắt huy chương

### Bảng huy chương
| Hạng               | Đoàn               | Vàng | Bạc | Đồng | Tổng số |
| ------------------ | ------------------ | ---- | --- | ---- | ------- |
| 1                  | Malaysia           | 13   | 9   | 2    | 24      |
| 2                  | Việt Nam           | 5    | 4   | 0    | 9       |
| 3                  | Philippines        | 2    | 1   | 3    | 6       |
| 4                  | Indonesia          | 1    | 2   | 6    | 9       |
| 5                  | Singapore          | 0    | 2   | 3    | 5       |
| 6                  | Thái Lan           | 0    | 1   | 7    | 8       |
| Tổng số (6 đơn vị) | Tổng số (6 đơn vị) | 21   | 19  | 21   | 61      |

### Nghệ thuật nam
| Đồng đội toàn năng | Việt Nam (VIE) · Đặng Nam · Đinh Phương Thành · Đỗ Vũ Hưng · Lê Thanh Tùng · Phạm Phước Hưng · Trần Đình Vương | Malaysia (MAS) · Azroy Amierol bin Jaafar · Chau Jern Rong · Jeremiah Loo Phay Xing · Muhd Abdul Azim bin Othman · Tan Fu Jie · Zul Bahrin bin Mat Asri | Thái Lan (THA) · Jamorn Prommanee · Natthawat Lamaiwan · Natthawut Lamaiwan · Nattipong Aeadwong · Tikumporn Surintornta · Tissanupan Wichianpradit |  |  |  |
|                    | | | |  |  |  |
| Tự do              | Reyland Cappelan · Philippines                                                                                 | Zul Bahrin bin Mat Asri · Malaysia | Tikumporn Surintornta · Thái Lan |  |  |  |
| Xà đơn             | Tan Fu Jie · Malaysia                                                                                          | chia sẻ vàng | Jamorn Prommanee · Thái Lan |  |  |  |
| Xà đơn             | Jeremiah Loo Phay Xing · Malaysia                                                                              | chia sẻ vàng | Jamorn Prommanee · Thái Lan |  |  |  |
| Xà kép             | Đặng Nam · Việt Nam                                                                                            | Phạm Phước Hưng · Việt Nam | Dwi Samsul Arifin · Indonesia |  |  |  |
| Ngựa tay quay      | Lê Thanh Tùng · Việt Nam                                                                                       | Agus Adi Prayoko · Indonesia | Reyland Cappelan · Philippines |  |  |  |
| Vòng treo          | Đinh Phương Thành · Việt Nam                                                                                   | Phạm Phước Hưng · Việt Nam | Jamorn Prommanee · Thái Lan |  |  |  |
| Nhảy chống         | Lê Thanh Tùng · Việt Nam                                                                                       | Đinh Phương Thành · Việt Nam | Jeremiah Loo Phay Xing · Malaysia |  |  |  |

### Nghệ thuật nữ
| Đồng đội toàn năng | Malaysia (MAS) · Farah Ann binti Abdul Hadi · Lavinia Raymund-Jayadev · Nur Azira binti Aziri · Nur Eli Ellina binti Azmi · Tan Ing Yueh · Tracie Ang | Singapore (SGP) · Colette Chan Wan Xuan · Kelsie Yasmin Muir · Nadine Joy Nathan · Tan Sze En · Togawa Mei · Zeng Qiyan | Indonesia (INA) · Amalia Fauziah Nurun Nubuwah · Armartiani · Rifda Irfanaluthfi · Tazsa Miranda Devira |  |  |  |
|                    | | | |  |  |  |
| Cầu thăng bằng     | Tan Ing Yueh · Malaysia | Rifda Irfanaluthfi · Indonesia                                                                                          | Tracie Ang · Malaysia                                                                                   |  |  |  |
| Tự do              | Kaitlin De Guzman · Philippines | Tracie Ang · Malaysia                                                                                                   | Rifda Irfanaluthfi · Indonesia                                                                          |  |  |  |
| Xà lệch            | Rifda Irfanaluthfi · Indonesia | Tan Ing Yueh · Malaysia                                                                                                 | Kaitlin De Guzman · Philippines                                                                         |  |  |  |
| Nhảy chống         | Farah Ann binti Abdul Hadi · Malaysia | Kaitlin De Guzman · Philippines                                                                                         | Rifda Irfanaluthfi · Indonesia                                                                          |  |  |  |

### Nhịp điệu
| Nhóm toàn năng                  | Malaysia (MAS) · Amy Kwan Dict Weng · Chong Lok Yi · Izzah Azman · Koi Sie Yan ·                                   | Thái Lan (THA) · Manatsanan Chaiteerapattarapong · Panjarat Prawatyotin · Pornchanit Junthabud · Thanyaphat Sungvornyothin | Singapore (SGP) · Edlyn Ho Zen Yee · Phebe Meredith Lau Zhi Ling · Avryl Tan Ying · Tong Kah Mun                             |  |  |  |
| Cá nhân toàn năng               | Koi Sie Yan · Malaysia                                                                                             | Amy Kwan Dict Weng · Malaysia                                                                                              | Tong Kah Mun · Singapore |  |  |  |
|                                 | | | |  |  |  |
| Dụng cụ đơn                     | Malaysia (MAS) · Amira Sofiya Amirul Fares · Chan Mei Thung · Koh Jei Yi · Tee Wei Qi · Tee Wei Wen · Thew Yue Jia | Singapore (SGP) · Edlyn Ho · Michele Lau · Phebe Lau · Avryl Tan · Jael Chew                                               | Philippines (PHI) · AJ Melgar · Jean Caluscusin · Katrina Drilon Loretizo · Marian Nicolle Medina · Shieldannah Sabio        |  |  |  |
| Dụng cụ kết hợp                 | Malaysia (MAS) · Amira Sofiya Amirul Fares · Chan Mei Thung · Koh Jei Yi · Tee Wei Qi · Tee Wei Wen · Thew Yue Jia | Việt Nam (VIE) · Lê Việt Trinh · Nguyễn Hồng Nhung · Phạm Nguyễn Vân Nhi · Trịnh Hương Giang · Trương Mai Nhật Linh        | Singapore (SIN) · Edlyn Ho Zen Yee · Jael Chew · Michele Petrova Lau Xin Ling · Phebe Meredith Lau Zhi Ling · Avryl Tan Ying |  |  |  |
|                                 | | | |  |  |  |
| Bóng                            | Koi Sie Yan · Malaysia                                                                                             | Amy Kwan Dict Weng · Malaysia                                                                                              | Panjarat Prawatyotin · Thái Lan                                                                                              |  |  |  |
| Nabila Evandestiera · Indonesia | Koi Sie Yan · Malaysia                                                                                             | Amy Kwan Dict Weng · Malaysia                                                                                              | |  |  |  |
| Gậy                             | Izzah Amzan · Malaysia                                                                                             | Koi Sie Yan · Malaysia | Nabila Evandestiera · Indonesia                                                                                              |  |  |  |
| Vòng                            | Koi Sie Yan · Malaysia                                                                                             | Izzah Amzan · Malaysia | Thanyaphat Sungvornyothin · Thái Lan                                                                                         |  |  |  |
| Lụa                             | Amy Kwan Dict Weng · Malaysia                                                                                      | Koi Sie Yan · Malaysia | Panjarat Prawatyotin · Thái Lan                                                                                              |  |  |  |